# Dirección General de Fondos Europeos
La Dirección General de Fondos Europeos (DGFE) de España es el órgano directivo del Ministerio de Hacienda que, bajo la responsabilidad del titular de la Secretaría General de Fondos Europeos, es responsable del control, seguimiento y evaluación de los fondos provenientes de la Unión Europea así como de los fondos que España aporta a la misma y los fondos entre las comunidades autónomas.

## Historia
La Dirección General de Fondos Europeos, también conocida por su nombre tradicional Dirección General de Fondos Comunitarios (DGFC) se creó en mayo del año 2000 bajo la denominación de Dirección General de Fondos Comunitarios y Financiación Territorial. Este nuevo órgano directivo asumía parte de las competencias de la extinta Dirección General de Análisis y Programación Presupuestaria y de la Dirección General de Coordinación con las Haciendas Territoriales. Originalmente se componía de seis subdirecciones generales.
Se mantuvo con estas competencias hasta abril de 2004 cuando pierde las competencias sobre financiación territorial, pues se crea una dirección general propia para estas competencias. La DGFC se componía de la Subdirección General de Programación Territorial y Evaluación de Programas Comunitarios, de la a Subdirección General de Administración del Fondo Europeo de Desarrollo Regional, de la Subdirección General de Fondos de Compensación y Cohesión, de la Subdirección General de Incentivos Regionales, y de la Subdirección General de Inspección y Control.
Apenas un año más tarde, se consideró conveniente separar, dentro del ámbito competencial de la DGFC, las funciones de propuesta de los pagos comunitarios de la realización de controles de los citados programas comunitarios, hasta entonces desarrollados por las mismas unidades (las subdirecciones generales de Administración del Fondo Europeo de Desarrollo Regional y la de Fondos de Compensación y Cohesión, en función de los fondos respectivos), de modo que en lo sucesivo las citadas subdirecciones generales se encargarían de la gestión de las citadas propuestas de pago, mientras que la Subdirección General de Inspección y Control, hasta entonces encargada solo del control de los programas de incentivos regionales, realice también el control de estas ayudas.
Desde entonces este órgano directivo ha aumentado en competencias y estructura hasta llegar a la actual, sobre todo por los cambios legislativos en la Unión Europea, destacando la reforma de 2014 y la 2017 que modificó la denominación por la actual «de Fondos Europeos» y creó una nueva subdirección general. En 2020 se adscribió a la nueva Secretaría General de Fondos Europeos.
Entre el 1 de julio y el 31 de diciembre de 2023, el titular de la Dirección General ostentó el rango de Secretario de Estado, mientras duró la Presidencia española de la Unión Europea.

## Funciones

Fondos Europeos de Desarrollo Regional para el periodo 2014-2020.

Sus funciones se regulan en el Artículo 23 del Real Decreto 206/2024, de 27 de febrero, y sus funciones son:
1. La definición de la posición española en las negociaciones para la aprobación y revisión de los sucesivos Marcos Financieros Plurianuales de la Unión Europea, sin perjuicio de las competencias de coordinación atribuidas en su ámbito al Ministerio de Asuntos Exteriores, Unión Europea y Cooperación.
2. El análisis, seguimiento y evaluación de los flujos financieros con la Unión Europea, incluida la elaboración y cifrado de los programas presupuestarios afectados, la elaboración de las propuestas de pago a la Unión Europea de los recursos propios del presupuesto de la Unión así como de otros conceptos que legalmente pueda exigir la Unión Europea, el enlace con la Unión Europea para asuntos presupuestarios y la participación en los comités y grupos de trabajo vinculados al presupuesto europeo.
3. El análisis y seguimiento de la planificación y ejecución de las políticas financiadas con cargo al presupuesto de la Unión Europea mediante herramientas que integren dicha información
4. La determinación anual de la base de recursos propios procedentes del Impuesto sobre el Valor Añadido, a efectos de la aportación española a los recursos propios de la Unión Europea.
5. La propuesta de pagos procedentes de la Unión Europea que corresponda percibir al sector público estatal en aquellos casos en los que no existe un centro gestor u órgano coordinador competente para la realización de dicha propuesta.
6. La gestión y el seguimiento de la aportación española al Fondo Europeo de Desarrollo, al Fondo Europeo de Ayuda a la Paz y de la Ayuda a Ucrania, así como la participación en los comités y grupos de trabajo de los mismos.
7. La coordinación y el seguimiento de la ejecución de la programación cofinanciada con Fondos Europeos mediante herramientas que integren la información de dichos Fondos, estén o no incluidos en el Acuerdo de Asociación.
8. La distribución del Fondo de Compensación Interterritorial entre las comunidades autónomas y ciudades con Estatuto de Autonomía; la programación de dicho Fondo y el seguimiento de la misma; la realización de informes y propuestas legislativas relacionadas con dicho Fondo, así como las funciones previstas para el Comité de Inversiones Públicas en la Ley Reguladora del Fondo.
9. La negociación, elaboración, evaluación y revisión, en coordinación con las distintas Administraciones, fondos y otros instrumentos de la Unión Europea, de los Acuerdos, Estrategias o Marcos, que sirven para la preparación de los programas cofinanciados con los Fondos Europeos; así como la negociación, elaboración, programación, planificación, evaluación y modificación de los programas y demás formas de intervención cofinanciados con el Fondo Europeo de Desarrollo Regional (FEDER), el Fondo de Transición Justa (FTJ) y otros fondos que se le asignen.
10. Garantizar la realización de las actividades de evaluación previstas en los Reglamentos relacionadas con los distintos fondos gestionados, en coordinación con las Administraciones territoriales; fomentar el cumplimiento de los principios horizontales de igualdad de género, igualdad de oportunidades y no discriminación, accesibilidad y desarrollo sostenible, así como velar por el cumplimiento del principio de adicionalidad.
11. La realización de análisis y estudios económicos en el ámbito de los Fondos europeos.
12. Las que, según los distintos Reglamentos europeos, correspondan al Estado Miembro español en lo referente al FEDER, el Fondo de Transición Justa, la Cooperación Territorial Europea, los instrumentos de financiación exterior de la Unión Europea y otros fondos que se le asignen.
13. Las que, según los distintos Reglamentos europeos, correspondan a la Autoridad de Gestión o autoridad asimilable de los programas operativos financiados por el FEDER, el Fondo de Transición Justa, la Cooperación Territorial Europea, el Fondo de Cohesión, el Fondo de Solidaridad, el Instrumento Financiero del Espacio Económico Europeo, el Instrumento de Vecindad y otros fondos que se le asignen.
14. La selección de las operaciones para la financiación con fondos europeos y la implantación de sistemas tendentes a garantizar la conformidad con las normas europeas y nacionales, de los gastos presentados a la Comisión Europea para su cofinanciación.
15. Las propuestas de desarrollo legislativo y de normativa relacionada con la gestión y control de las ayudas del FEDER, la Cooperación Territorial Europea, los instrumentos de financiación exterior de la Unión Europea, el FTJ y otros fondos que se le asignen, así como la elaboración de las normas de subvencionabilidad de los gastos
16. La designación de organismos intermedios de los programas y la definición de los términos de los acuerdos relativos a los organismos intermedios gestores de los fondos de su competencia.
17. La negociación con la Comisión Europea y otras instituciones de los asuntos relacionados con la regulación del FEDER, el Fondo de Transición Justa, la Cooperación Territorial Europea, los instrumentos de financiación exterior de la Unión Europea y otros fondos que se le asignen.
18. La cooperación y coordinación con las Administraciones territoriales, en lo relativo a la programación, gestión, evaluación, seguimiento y comunicación de las actuaciones realizadas con el FEDER, la Cooperación Territorial Europea, los instrumentos de financiación exterior de la Unión Europea, el FTJ y otros fondos que se le asignen.
19. La representación en los comités y grupos de trabajo de coordinación de fondos europeos y de otros comités u órganos colegiados donde sea competente y la coordinación e impulso de las Redes Temáticas relacionadas con el FEDER, el FTJ y otros fondos que se le asignen.
20. Todas las actuaciones necesarias para la finalización y cierre de los programas operativos del FEDER, el FTJ, la Cooperación Territorial Europea, los instrumentos de financiación exterior de la Unión Europea y otros fondos que se le asignen.
21. La realización de las verificaciones y la propuesta de las medidas correctoras precisas para asegurar el funcionamiento correcto del sistema de gestión y control de cada programa operativo del FEDER, de la Cooperación Territorial Europea, los instrumentos de financiación exterior de la Unión Europea, del FTJ y otros fondos que se le asignen. La coordinación general del sistema de control y la formulación de las directrices que contribuyan a su mantenimiento.
22. Las relacionadas con la certificación, la contabilización y los pagos, en lo referente al FEDER, al FTJ, Fondo de Solidaridad, al Instrumento Financiero del Espacio Económico Europeo y cualquier otro Fondo o Instrumento que se le asigne, las que según los distintos Reglamentos europeos y para los distintos periodos de programación correspondan a la Autoridad de Certificación o al organismo responsable de la Función Contable de los programas cofinanciados por dichos fondos. Incluirá principalmente, la elaboración y remisión de las declaraciones de gastos, solicitudes de pagos, estados y cuentas de gastos y la tramitación de las propuestas de pago a los beneficiarios de las actuaciones cofinanciadas por los mencionados fondos. Igualmente incluirá aquellos abonos de fondos a destinatarios españoles en los programas de Cooperación Territorial Europea en los que España no sea la Autoridad de Certificación u organismo equivalente.
23. La gestión y el seguimiento de la información económico-financiera con incidencia en la ejecución presupuestaria, en relación con la programación cofinanciada con fondos europeos, estén o no incluidos en el Acuerdo de Asociación, mediante herramientas que integren dicha información.
24. La ejecución estatal de la política de incentivos regionales, actuando como órgano de apoyo al Consejo Rector de Incentivos Regionales, así como la preparación de los anteproyectos de disposiciones que regulen la política de incentivos regionales y todas las demás funciones que se derivan de la Ley 50/1985, de 27 de diciembre, de incentivos regionales para la corrección de desequilibrios económicos interterritoriales, y del Real Decreto 899/2007, de 6 de julio, que la desarrolla y que no estén asignadas a órganos superiores de la Administración General del Estado o a los órganos competentes de las comunidades autónomas, sin perjuicio de las competencias que, en materia de asignación de recursos económicos, corresponden a la Dirección General de Presupuestos.
25. El ejercicio de las actuaciones de inspección y comprobación que corresponden a la Administración General del Estado en relación con los incentivos económicos regionales, así como la tramitación de los expedientes de incumplimiento y sancionadores y la propuesta de adopción de las resoluciones que les pongan fin, sin perjuicio de las que correspondan a la Intervención General de la Administración del Estado en materia de control de recursos públicos.
26. El análisis y evaluación del impacto territorial de los incentivos económicos regionales.
27. En desarrollo de la política económica regional, la coordinación y gestión de las iniciativas europeas cofinanciadas con fondos europeos relacionadas con el desarrollo urbano y territorial, incluyendo las convocatorias de FEDER para el apoyo de las estrategias de desarrollo urbano de entidades locales, y la cooperación local, así como la representación en los grupos, foros y comités de políticas urbanas y de cohesión territorial, tanto a nivel europeo como en otros ámbitos en los que sea competente.
28. Garantizar la realización de las actividades de comunicación y visibilidad previstas en los reglamentos relacionadas con los distintos fondos gestionados, en coordinación con las administraciones territoriales y otras autoridades de gestión; representar al Estado Miembro en el rol de coordinador nacional de comunicación de los fondos de gestión compartida.

## Estructura
Las funciones anteriormente mencionadas son ejercidas por los órganos que forman la estructura del órgano directivo, siendo éstos:
- La Subdirección General de Relaciones Presupuestarias con la Unión Europea, a la que corresponden las funciones previstas en los puntos 1, 2, 3, 5, 6 y 8 y las que por razón de sus competencias le corresponden del punto 4 y 12.
- La Subdirección General de Programación y Evaluación de Fondos Europeos, a la que corresponden, en relación con el FEDER, el FTJ y otros fondos que se le asignen, las funciones previstas en los puntos 1, 9, 10 y 28 así como las que le correspondan por razón de sus competencias en los puntos 7, 17, 18 19 y 20.
- La Subdirección General de Desarrollo Urbano, a la que corresponden las funciones 11, 14, 15, 17, 18, 19, 21 y 27 relativas a las políticas de desarrollo urbano cofinanciadas por el FEDER, así como las funciones que, por razón de sus competencias relativas a los programas del Fondo de Solidaridad y otros fondos que se le asignen, figuran en los puntos 12, 14, 15, 17, 18, 19, 20 y 21.
- La Subdirección General de Gestión del Fondo Europeo de Desarrollo Regional, a la que corresponden las funciones que por razón de sus competencias relativas a los programas del FEDER y del FTJ figuran en los puntos 12 a 20. Es la Autoridad de Gestión de los programas financiados por el FEDER, salvo los de Cooperación Territorial Europea, y por el FTJ.
- La Subdirección General de Cooperación Territorial Europea, a la que corresponden las funciones que por razón de sus competencias relativas a los programas de Cooperación Territorial Europea (interrreg) que reciban ayudas del FEDER y/o de los instrumentos de financiación exterior de la Unión Europea, figuran en los puntos 9, 10 y 12 a 21. Es la Autoridad de Gestión de los programas de Cooperación Territorial Europea financiados por el FEDER y de otros programas de naturaleza similar.
- La Subdirección General de Incentivos Regionales, a la que corresponden las funciones señaladas en los puntos 24 a 26.
- La Subdirección General de Inspección y Control, a la que corresponden las funciones que por razón de sus competencias relativas a los programas FEDER y FTJ figuran en los puntos 21, incluidos los programas de Cooperación Territorial Europea cuando proceda, y 25 y las que, por razón de sus competencias relativas a los programas FEDER y FTJ, le corresponden en los puntos 12, 15, 17, 18, 19 y 20.
- La Subdirección General de Certificación y Pagos, a la que corresponden las funciones señaladas en los puntos 22 y 23 y las que por razón de sus competencias le corresponden de los puntos 11, 15, 17, 18, 19 y 20, que desarrollará con plena independencia funcional. Es la Autoridad de Certificación u organismo equivalente y responsable de la función contable de los programas operativos financiados por el FEDER, el FTJ y de otros fondos y programas de naturaleza similar, cuando así haya sido designada previamente o una vez haya sido evaluado, en el caso en que así se establezca en la reglamentación europea, el cumplimiento de los requisitos necesarios a tal efecto.

## Directores generales
El director general de Fondos Europeos es el vicepresidente primero del Consejo Rector de Incentivos Regionales.
- Julio Gómez-Pomar Rodríguez (2000-2002)
- Luis de Fuentes Losada (2002-2004)
- José Antonio Zamora Rodríguez (2004-2009)
- Mercedes Caballero Fernández (2009-2012)
- José María Piñero Campos (2012-2017)
- Jorge García Reig (2017-2018)
- Mercedes Caballero Fernández (2018-2020)[10]
- Esperanza Teba Samblás Quintana (2020-2021). Interina por vacancia, subdirectora general de Relaciones Presupuestarias con la UE.
- Esperanza Teba Samblás Quintana (2021-2024)[11]
- Ana Cristina Peña Sanchez (2024-presente)[12]